# Кюэр (кантон)
Кюэр (фр. Cuers) — упразднённый кантон на юго-востоке Франции, в регионе Прованс — Альпы — Лазурный Берег (департамент — Вар, округ — Тулон).

## Состав кантона
До марта 2015 года включал в себя 4 коммуны, площадь кантона — 171,21 км², население — 22 836 человек (2010), плотность населения — 133,38 чел/км².
| Коммуна       | Французское название | Площадь, км² | Население, чел. (2012) | Плотность, чел/км² |
| ------------- | -------------------- | ------------ | ---------------------- | ------------------ |
| Карнуль       | Carnoules            | 25,49        | 3 385                  | 133                |
| Кюэр          | Cuers                | 50,53        | 10 452                 | 207                |
| Пьерфё-дю-Вар | Pierrefeu-du-Var     | 58,36        | 5 867                  | 101                |
| Пюже-Виль     | Puget-Ville          | 36,83        | 3 951                  | 107                |

29 марта 2015 года кантон официально упразднён согласно директиве от 27 февраля 2014: коммуна Кюэр вошла в состав кантона Сольес-Пон, а коммуны Карнуль, Пьерфё-дю-Вар и Пюже-Виль административно переподчинены вновь созданному кантону Гареу.